# Robert Harron
Robert Harron (Nova York, 12 d'abril de 1893 − Nova York, 5 de 5 de setembre de 1920) va ser un actor de cinema mut associat bàsicament a un sol director, D. W. Griffith que morí tràgicament als 27 anys. Entre les pel·lícules més conegudes en què participà es poden esmentar El naixement d'una nació i Intolerance de D. W. Griffith.

## Biografia
Robert Emmett Harron va néixer a Nova York el 1893 en el sí d’una família humil d’origen irlandès catòlica-romana. Era el segon de vuit germans dos nois i sis noies. A l'edat de 14 anys, un membre de l'escola parroquial de St. John on estudiava aconseguí per a ell i el seu amic James Smith, que acabaria esdevenint el muntador personal de D. W. Griffith, feina com a noi dels encàrrecs als estudis de la Biograph. Apart de la feina assignada, a Harron se l’incloïa en com a extra alguna producció essent la primera localitzada “Dr. Skinum” (1907). L’any següent ja tenia papers en pel·lícules com “Bobby’s Kodak” (1908). A l’hivern de 1908 Griffith arribà a la Biograph i de seguida reconegué el talent de Harron i es feren amics. La primera pel·lícula de Griffith en què participà fou “The Lonely Villa" (1909) però no arribaria a ser el protagonista d’una pel·lícula fins al 1911. Algunes de les pel·lícules més interessants en que participà amb la Biograph foren “A Girl and Her Trust” (1912), “The New York Hat” (1912), “The Musketeers of Pig Alley” (1912), “Oil and Water” (1913) “The Battle at Elderbush Gulch” (1913) i “Judith of Bethulia” (1914).
Aquell noi prim i de cabell fosc era el partenaire perfecte per a les joves actrius de Griffith. Entre les actrius amb les que feu parella hi ha Mary Pickford (vuit cops), Lillian Gish (quinze vegades), Dorothy Gish (cinc cops) i Blanche Sweet (en set pel·lícules). Quan Griffith abandonà la Biograph en sentir-se limitat i no poder rodar llargmetratges s’endué tota la seva companyia d’actors i Harron entre ells. A la Reliance-Majestic, la carrera de Harron continuà anant cap amunt. La seva millor interpretació arribaria com a “noi” en la història moderna dins de “Intolerance” (1916) Quan Marsh deixà Griffith per signar per la Goldwyn, Harron formà parella amb Lillian Gish en set pel·lícules i participà tan en grans produccions com “Hearts of the World”, un altre dels seus grans papers, com en produccions més senzilles. El 1920 deixà Griffith per signar amb la Metro. La seva primera pel·lícula amb ells fou “Coincidence” (1920).

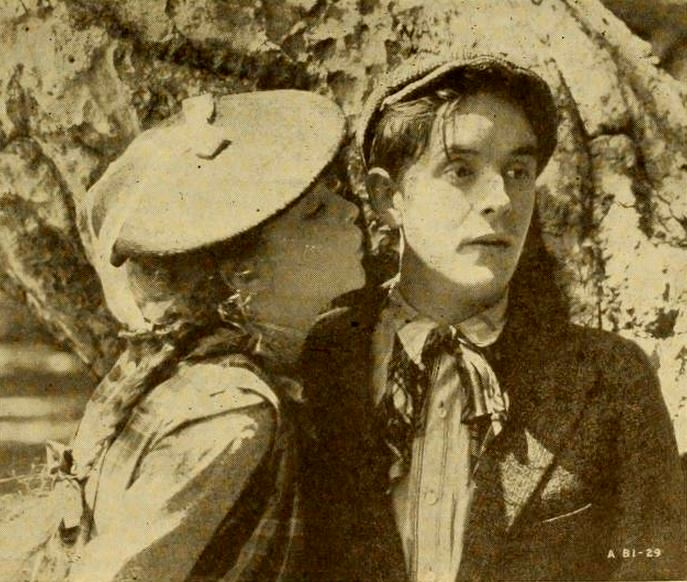
Robert Harron i Lillian Gish a "True Heart Susie"

L’octubre de 1920 assistí a l'estrena de “Hearts of the World” a Nova York i a un visionat de la “Coincidence”. Aquella nit s’avisà que Harron s’havia disparat accidentalment un tret. Morí a l’hospital quatre dies després. Malgrat els rumors d’un possible suïcidi a causa de no haver estat seleccionat com a protagonista per a la producció de “Way Down East” desplaçat per Richard Barthelmess o d’un desengany amorós amb Dorothy Gish, ell mateix (que assegurà que la pistola s’havia disparat en caure-li de la butxaca del pantaló), així com diverses personalitats que el coneixien bé negaren aquesta possibilitat.

## Filmografia
- Dr. Skinum (1907)
- Mr. Gay and Mrs. (1907)
- Professional Jealousy (1908)
- Bobby's Kodak (1908)
- The Snowman  (1908)
- The Boy Detective, o The Abductors Foiled (1908)
- Her First Adventure (1908)
- Thompson's Night Out (1908)
- Mixed Babies (1908)
- At the French Ball (1908)
- At the Crossroads of Life (1908)
- A Calamitous Elopement (1908)
- Balked at the Altar (1908)
- Monday Morning in a Coney Island Police Court (1908)
- Behind the Scenes (1908)
- Where the Breakers Roar (1908)
- A Smoked Husband (1908)
- Concealing a Burglar (1908)
- The Song of the Shirt (1908)
- The Clubman and the Tramp (1908)
- The Valet's Wife (1908)
- The Feud and the Turkey (1908)
- The Reckoning (1908)
- The Test of Friendship (1908)
- The Helping Hand (1908)
- Mr. Jones Has a Card Party (1909)
- Those Awful Hats (1909)
- The Welcome Burglar (1909)
- The Girls and Daddy  (1909)
- The Brahma Diamond (1909)
- A Wreath in Time (1909)
- Tragic Love (1909)
- The Hindoo Dagger (1909)
- At the Altar (1909)
- His Wife's Mother (1909)
- The Salvation Army Lass (1909)
- A Burglar's Mistake (1909)
- A Drunkard's Reformation (1909)
- Trying to Get Arrested (1909)
- A Sound Sleeper (1909)
- A Troublesome Satchel (1909)
- The Drive for a Life (1909)
- Tis an Ill Wind That Blows No Good (1909)
- The Note in the Shoe (1909)
- One Busy Hour (1909)
- Jones and the Lady Book Agent (1909)
- Two Memories (1909)
- His Duty (1909)
- The Lonely Villa (1909)
- The Message (1909)
- They Would Elope (1909)
- Pranks (1909)
- The Little Darling (1909)
- The Hessian Renegades (1909)
- The Broken Locket (1909)
- In Old Kentucky (1909)
- A Sweet Revenge (1909)
- Through the Breakers (1909)
- A Corner in Wheat (1909)
- In a Hempen Bag (1909)
- To Save Her Soul (1909)
- Her Terrible Ordeal (1910)
- The Call (1910)
- The Newlyweds (1910)
- The Converts (1910)
- The Way of the World (1910)
- Ramona (1910)
- In the Season of Buds (1910)
- A Child's Impulse (1910)
- Wilful Peggy (1910)
- The Modern Prodigal (1910)
- A Summer Idyll (1910)
- Examination Day at School (1910)
- The Banker's Daughters (1910)
- Sunshine Sue (1910)
- A Plain Song (1910)
- The Lesson (1910)
- Winning Back His Love (1910)
- When a Man Loves (1911)
- The Italian Barber (1911)
- A Wreath of Orange Blossoms (1911)
- The Broken Cross (1911)
- The White Rose of the Wilds (1911)
- Enoch Arden (1911)
- The Primal Call (1911)
- Fighting Blood (1911)
- Bobby, the Coward (1911)
- A Country Cupid (1911)
- The Last Drop of Water (1911)
- The Diving Girl (1911)
- Her Awakening (1911)
- The Unveiling (1911)
- The Long Road (1911)
- The Battle (1911)
- The Miser's Heart (1911)
- The Failure (1911)
- Judith of Bethulia (1911)
- For His Son (1912)
- The Transformation of Mike (1912)
- Under Burning Skies (1912)
- A String of Pearls (1912)
- One Is Business, the Other Crime (1912)
- The Lesser Evil (1912)
- A Temporary Truce (1912)
- Man's Lust for Gold (1912)
- The Inner Circle (1912)
- A Change of Spirit (1912)
- Two Daughters of Eve (1912)
- Friends (1912)
- So Near, Yet So Far (1912)
- A Feud in the Kentucky Hills (1912)
- The Painted Lady (1912)
- The Musketeers of Pig Alley (1912)
- Heredity (1912)
- The Informer (1912)
- A Sailor's Heart (1912)
- Brutality (1912)
- The New York Hat (1912)
- My Hero (1912)
- The Burglar's Dilemma (1912)
- A Cry for Help (1912)
- An Unseen Enemy (1912)
- A Misappropriated Turkey (1913)
- Brothers (1913)
- Oil and Water (1913)
- Love in an Apartment Hotel (1913)
- Broken Ways (1913)
- Near to Earth (1913)
- Fate (1913)
- The Sheriff's Baby (1913)
- A Misunderstood Boy (1913)
- The House of Darkness (1913)
- A Timely Interception (1913)
- Death's Marathon (1913)
- The Sorrowful Shore (1913)
- The Battle at Elderbush Gulch (1913)
- The Tender Hearted Boy (1913)
- The Little Tease (1913)
- The Yaqui Cur (1913)
- In the Elemental World (1913)
- The Perfidy of Mary (1913)
- The Girl Across the Way (1913)
- The Avenging Conscience (1914)
- The Idiot (1914)
- Paid with Interest (1914)
- The Great Leap: Until Death Do Us Part (1914)
- The Battle of the Sexes (1914)
- The Life of General Villa (1914)
- Home, Sweet Home (1914)
- The Escape (1914)
- The Avenging Conscience (1914)
- El naixement d'una nació (The Birth of a Nation) (1915)
- Hoodoo Ann (1916)
- Intolerance (1916)
- The Marriage of Molly-O (1916)
- The Little Liar (1916)
- The Wharf Rat (1916)
- The Bad Boy (1917)
- The Great Love (1918)
- Hearts of the World (1918)
- The Greatest Thing in Life (1918)
- A Romance of Happy Valley (1919)
- The Girl Who Stayed at Home (1919)
- True Heart Susie (1919)
- The Mother and the Law (1919)
- The Greatest Question (1919)
- Coincidence (1921)